# Les Sept Péchés capitaux II : L'Avarice
Série
Les Sept Péchés capitaux I : L'Orgueil
(1910) Les Sept Péchés capitaux III : La Luxure
(1910)
Pour plus de détails, voir Fiche technique et Distribution.
Les Sept péchés capitaux II : L'Avarice est un film muet français réalisé par Louis Feuillade et sorti en 1910.

## Fiche technique
- Réalisation et scénario : Louis Feuillade
- Société de production : Société des Établissements L. Gaumont
- Pays de production: France
- Format : Muet - Noir et blanc - 1,33:1 - 35 mm
- Métrage : 160 m
- Genre : Drame
- Durée : inconnue
- Date de sortie : 
  - France : 2 janvier 1910

## Distribution
- Alice Tissot
- Léonce Perret